# Konsortium Albert Ballin
Die Hamburgische Seefahrtsbeteiligung Albert Ballin GmbH und Co. KG, kurz Konsortium Albert Ballin, war ein Hamburger Konsortium – dessen Spiritus Rector und Verhandlungsführer Wolfgang Peiner war. Das Unternehmen, im Gedenken an Albert Ballin benannt, wurde 2008 gegründet, um einen Verkauf der Reederei Hapag-Lloyd an einen ausländischen Investor zu vermeiden. Vereinbarungsgemäß wurde das Konsortium Ende September 2013 wieder aufgelöst.
Die Beteiligungsstruktur am Konsortium umfasste im Juli 2009 sechs Investoren. Größter Anteilseigner war mit 40,67 % die Hansestadt Hamburg, während der größte privatwirtschaftliche Investor, Klaus-Michael Kühne, 26,55 % am Konsortium hielt. Die restlichen Anteile hielten die Versicherungsunternehmen Signal Iduna Vereinigte Lebensversicherung mit 12,61 % und die Hansemerkur mit 3,36 %, während die beiden Banken HSH Nordbank und M.M.Warburg je 8,4 % beanspruchten. Insgesamt hielt das Konsortium 77,96 % an der Hapag-Lloyd und war damit Mehrheitseigner gegenüber dem anderen Anteilseigner, der TUI.